# 圣厄拉利 (奥德省)
圣厄拉利（法語：Sainte-Eulalie，法語發音：[sɛ̃t ølali] ⓘ）是法国奥德省的一个市镇，位于该省北部偏西，属于卡尔卡松区。

## 地理
圣厄拉利（43°14'49"N, 2°12'39"E）面积6.5 平方千米，位于法国奧克西塔尼大區奥德省，该省份为法国南部沿海省份，北起塔恩省，西北接上加龙省，西接阿列日省，南至东比利牛斯省，东临地中海，东北与埃罗省接壤。
与圣厄拉利接壤的市镇（或旧市镇、城区）包括：阿尔佐讷、阿尔藏斯、蒙雷阿勒、穆苏朗斯、珀藏斯、维勒塞克朗德。
圣厄拉利的时区为UTC+01:00、UTC+02:00（夏令时）。

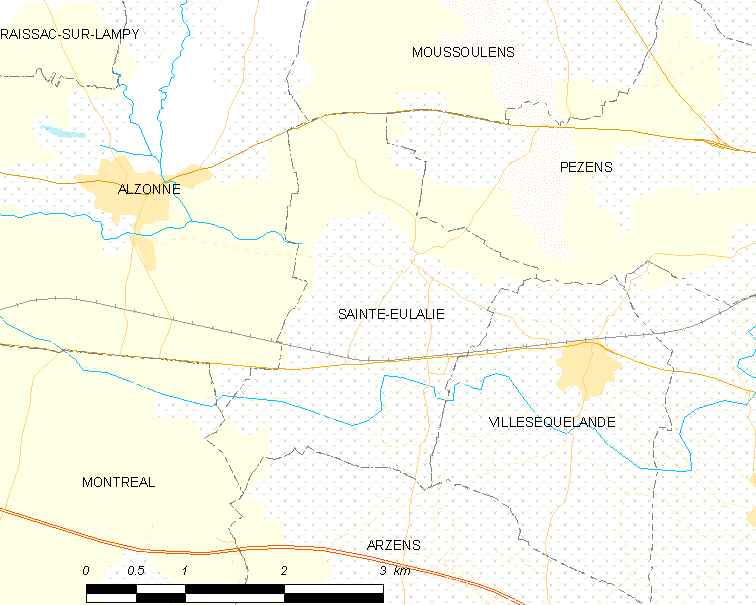
圣厄拉利的OSM定位图

## 行政
圣厄拉利的邮政编码为11170，INSEE市镇编码为11340。

## 政治
圣厄拉利所属的省级选区为努瓦尔山区拉马勒佩尔县。

## 人口

1962-2008年间圣厄拉利人口变化图示

圣厄拉利于2022年1月1日时的人口数量为569人。